# Camarhynchus
A Camarhynchus a madarak osztályának verébalakúak (Passeriformes) rendjébe és a tangarafélék (Thraupidae) családjába tartozó nem.

## Rendszerezés
A nem korábban a sármányfélék (Emberizidae) családjába volt helyezve. Helyük a tangarafélék között az újabb molekuláris vizsgálatok alapján biztos. A nem monofiletikussága is bizonyított.
A nembe az alábbi 5 faj tartozik:
- harkálypinty (Camarhynchus pallidus)
- mangrovepinty (Camarhynchus heliobates)
- közepes rovarevő fapinty (Camarhynchus pauper)
- nagy rovarevő fapinty (Camarhynchus psittacula)
- kis rovarevő fapinty (Camarhynchus parvulus)